# Élection présidentielle américaine de 1860 au Maryland
 (août 2024).
L'élection présidentielle américaine de 1860 au Maryland a lieu le 6 novembre 1860 comme dans les 30 autres États qui composaient alors les États-Unis. Les électeurs marylandais choisissent des grands électeurs pour les représenter dans le collège électoral à travers un vote populaire. Le Maryland dispose en 1860 de 8 grands électeurs. L'État donne l'ensemble de ses grands électeurs au candidat du Parti démocrate sudiste, le vice-président des États-Unis sortant John Cabell Breckinridge. Le Maryland est, avec le Delaware, l'un des deux États remportés par Breckinridge n'ayant pas fait sécession à la suite de ce scrutin. 
Le candidat vainqueur de ce scrutin dans tout le pays sera néanmoins le républicain Abraham Lincoln, qui occupera la présidence des États-Unis du 4 mars 1861 à son décès le 15 avril 1865. 